# 児玉春種
児玉 春種（こだま はるたね）は、戦国時代から安土桃山時代にかけての武将。吉川氏の家臣。父は毛利氏の奉行人を務めた児玉就忠。

## 生涯
毛利氏の譜代家臣である児玉就忠の三男として生まれる。吉川元春に奉行人として仕え、「春」の偏諱を与えられて「児玉春種」と名乗った。
春種は奉行人として、在番・城普請などの軍事指令の伝達、知行宛行の伝達、打渡坪付の発給、権益安堵の伝達、相論調停指令の伝達、納税証明の発給といった活動を行っている。
天正5年（1577年）2月26日、朝枝高明、二宮春澄、市川春俊、伊賀田春法と共に井上神兵衛へ備中国新見の内の所領の打渡坪付を発給した。天正6年（1578年）9月14日、二宮春澄と共に今田経高へ楪城誘指令を伝達した。
天正8年（1580年）7月24日には桂春房、井上春佳と共に吉川経安へ、9月23日には井上春佳、二宮春次、桂春房と共に山県善右衛門尉へ知行宛行の伝達を行う。また、同年12月8日には桂春房、二宮春澄と共に肥塚与四郎へ伯耆国打吹城在番と20石の知行宛行と段銭免除の約束を伝達し、12月16日には伊賀田春法、境春倫、井上春佳、森脇春親、朝枝高明、森脇春忠、二宮春澄、桂春房、市川春俊と共に岡本春識へ美作国小田草城在番と負物免許を伝達した。
天正9年（1581年）6月24日、吉川経言（後の広家）と石見小笠原氏との養子縁組騒動に関して毛利輝元から書状を受け取る。
天正13年（1585年）5月26日、千家義広へ町屋敷7ヶ所の進置、毛利氏の検使の通知、吉川氏家の検使派遣などを伝達。
天正14年（1586年）から始まる九州平定では吉川元春や元長らが参陣したが、春種は九州在陣中の元長から天正15年（1587年）5月27日付で山中家信と元長の直臣である佐々木平兵衛尉と共に、人数催促や普請道具の調達、兵粮の調達などの指令を受けた。この指令に直ちに従わない吉川氏家臣は所領を没収するよう述べられていることから、春種は九州平定に従軍せず、吉川氏の居城である日野山城の近辺にいたと推測されている。
天正15年（1587年）6月5日に元長が急死したことにより、吉川広家が吉川氏の家督を相続する。その際に吉川氏の親類衆や奉行人らが奉公を誓った連署起請文が3通作成され、春種は同年8月24日付けの24人連署の起請文において7番目に「児玉市介春種」と署名している。
天正16年（1588年）6月23日、鰐淵寺に知行宛行の上申を行う。
天正20年（1592年）9月8日に死去。子の元通が後を継いだ。